# Wojskowoj
Wojskowoj (ros. Войсковой) – rosyjski krążownik torpedowy, a od 1907 roku kontrtorpedowiec typu Ukraina. Sfinansowany z dobrowolnych składek, zamówiony 13 marca?/26 marca 1904 a zwodowany 13 listopada?/26 listopada 1904 roku. Brał udział w I wojnie światowej, wojnie domowej i II wojnie światowej. W służbie w Marynarce Wojennej ZSRR nosił też nazwy „Fridrich Engiels” i „Markin”.

## Historia powstania
Przyczyną zamówienia krążowników torpedowych typu Ukraina był wybuch wojny rosyjsko-japońskiej 26 stycznia?/8 lutego 1904 roku. Pierwsze starcia wypadły dla Rosjan niekorzystnie, w związku z czym postanowiono jak najszybciej wzmocnić flotę wojenną nowymi okrętami. W tym celu odwołano się do patriotycznych uczuć obywateli i zorganizowano zbiórkę pieniędzy. „Wojskowoj” została zamówiony 13 marca?/26 marca 1904 roku, jego nazwa była skrótem od Wojskowoj starszina kazacziego wojska i została nadana na część kozaków i ich oficerów, którzy zebrali na okręt 350 000 rubli. Wodowanie jednostki odbyło się 13 listopada?/26 listopada 1904 roku.

## Opis techniczny

### Stan przy wejściu do służby
Wyporność standardowa „Wojskowego” to 500 ton. Okręt charakteryzował się długością całkowitą 73,2 metra (między pionami 70 metrów) i szerokością 7,23 metra (7,14 na linii wodnej). Największa odległość między stępką a pokładem wynosiła 4,4 metra, z czego średnio 2,3 metra było zanurzone. Kadłub nitowany, stalowy. Wręgi rozmieszczone co pół metra (poza maszynownią) miały wymiary 65 × 50 × 5 mm i 55 × 45 × 5 mm.
Okręt napędzały dwie maszyny parowe potrójnego rozprężenia o pionowych cylindrach. W dwóch przedziałach znajdowały się łącznie cztery opłomkowe kotły parowe systemu Normana, o ciśnieniu roboczym 16 atmosfer. Dwie śruby wyposażone były w trzy łopaty o średnicy 2,8 metra i skoku 2,63 metra każda. Przy 350 obrotach na minutę siłownia nominalnie powinna osiągać 6200 KM, co przełożyć się miało na prędkość 25 węzłów. W czasie prób „Wojskowoj” osiągnęła jednak nieco lepsze rezultaty. Uzyskana moc wynosiła 7010 KM, a prędkość 26,95 węzła. Zapas 80 ton węgla pozwalał jednostkom przebyć 600 mil morskich przy prędkości 9 węzłów, lub 200 mil morskich przy 25 węzłach. Dwa turbogeneratory o mocy po 16 kW i napięciu 105 V zasilały w energię elektryczną okrętową radiostację, oświetlenie i dwa reflektory bojowe (średnica 60 cm).
Główną artylerię okrętu stanowiły dwa działa kalibru 75 mm z zapasem 320 pocisków. Uzupełniały ją cztery działa kalibru 57 mm z zapasem 1080 pocisków oraz dwa karabiny maszynowe „Maxim” kalibru 7,62 mm. Działa większego kalibru zamontowane były pojedynczo na dziobie i rufie okrętu, zaś pozostałe ustawiono symetrycznie w środkowej części obu burt. Do montowania „Maximów” przygotowano cztery cokoły. Okręt uzbrojony był również w trzy wyrzutnie torpedowe kalibru 350 mm (jedną podwójną i jedną pojedynczą), do których zabierał 6 zapasowych torped.
W celu odróżnienia od okrętów typu Ukraina na środkowym i tylnym kominie „Wojskowego” namalowano w połowie wysokości po dwa niebieskie, poprzeczne pasy.

### Późniejsze modyfikacje
W 1908 roku jednostka została przystosowana do trałowania i stawiania min, których mogła zabierać 16 sztuk.
W 1907 roku dowódca dywizji kontrtorpedowców Floty Bałtyckiej – kontradmirał Nikołaj Essen zwrócił uwagę, iż niszczyciele o wyporności 500–600 ton posiadają artylerię okrętową tego samego kalibru, co torpedowce o wyporności 350 ton. Stało się to powodem zamówienia nowej, większokalibrowej artylerii, która na okrętach typu Ukraina została zamontowana w 1910 roku. Armata morska 102 mm po zamontowaniu na okrętach typu Ukraina mogła wystrzeliwać 10 pocisków na minutę na odległość około 9600 metrów (na „Wojskowym” magazynowano 330 jednostek amunicji). Oprócz dwóch armat 102 mm na okręcie zamontowano także 4 „Maximy”. Pod wpływem doświadczeń z I wojny światowej w 1916 roku zdecydowano się na wstawienie trzeciego działa 102 mm kosztem rufowej wyrzutni torped. Zamontowano również kolejny karabin maszynowy, oraz zwiększono zasób min.
W 1926 roku okręt przeklasyfikowano na kanonierkę. Oprócz 3 dział 102 mm zamontowano na nim dodatkowo cztery działa przeciwlotnicze: po dwa 45 mm 21-KM i 37 mm 70-K oraz cztery karabiny maszynowe 12,7 mm. Zamiast uzbrojenia minowego i torpedowego jednostki wyposażono w parę zrzutni bomb głębinowych z zapasem 18 bomb. Zmiany spowodowały przyrost masy jednostek: wyporność standardowa osiągnęła 624 tony, a pełna 740 ton. Układ napędowy został zamieniony na zasilany paliwem płynnym, nie uległa zmianie moc, prędkość maksymalna spadła natomiast do 19 węzłów, zaś zasięg wzrósł do 1300 mil morskich przy 12 węzłach.

## Służba
Jeszcze przed wodowaniem, 11 września 1904 roku, okręt został zapisany na listę Marynarki Wojennej Imperium Rosyjskiego. Do służby we Flocie Bałtyckiej fizycznie wszedł w 1905 roku. Między sierpniem a wrześniem 1905 roku eskortował wraz z czterema innymi krążownikami torpedowymi jacht „Polara Zwiezda” na którym car Mikołaja II odbywał rejs po szkierach Bałtyku. Przeklasyfikowany na kontrtorpedowiec 27 września 1907 roku. W składzie Gwardiejskiego ekipaża od 8 stycznia 1905 roku. Od 1909 w I dywizji torpedowej, w latach 1909–1910 przechodził remont i przezbrojenie w stoczni Crichton w Turku.
W okresie I wojny światowej dowódcą okrętu był kapitan II rangi (komandor porucznik) Moric Knüpfer, wchodził w skład 6 dywizjonu dywizji torpedowej. Uczestniczył w licznych akcjach dozorowych, minowych i eskortowych. Z przeciwnikiem starł się 13 czerwca 1916 roku w czasie bitwy w zatoce Norrköping. Celem dywizjonu niszczycieli było zaatakowanie niemieckiego konwoju, jednak wszystkie okręty skupiły się na eskortującym statki patrolowcu „Hermann”, co też spowodowało ucieczkę transportowców na wody terytorialne Szwecji.
Przejęty przez bolszewików po przewrocie październikowym. W dniach 10–18 kwietnia 1918 roku okręt brał udział w pochodzie lodowym z Helsingforsu do Kronsztadu. Poprzez Mariński System Wodny 24 października 1919 roku rozpoczął przejście do Astrachania. Tam też 7 maja 1920 roku został włączony do Wołżańsko-Kaspijskiej Flotylli Wojennej (przekształconej 5 lipca w Morskie Siły Morza Kaspijskiego, a 27 czerwca 1931 roku we Flotyllę Kaspijską). Od 15 czerwca do 28 lipca 1920 roku nosił nazwę „Fridrich Engiels”, która nadano mu prawdopodobnie na cześć Fryderyka Engelsa, po czym powrócił do poprzedniej. Od 23 do 25 grudnia 1920 roku walczył z siłami powstańczymi nacjonalistów z Lenkoranu.
Okręt ponownie zmienił nazwę 25 marca 1923 roku – otrzymał wtedy imię „Markin”. Przeszedł generalny remont oraz modernizację, został też 23 sierpnia 1926 roku przeklasyfikowany na kanonierkę. Wielokrotnie odwiedzał perskie miasto Pahlevi: w 1922 i 1928 roku w ramach oficjalnych wizyt, zaś w latach 1926–1927 jako „stacjoner”.
Od sierpnia 1942 do lutego 1943 roku pełnił służbę eskortową. Po II wojnie światowej, 18 lipca 1949 roku, został przekazany stalingradzkiemu oddziałowi organizacji DOSFŁOT jako okręt szkolny 4-DOSAAF. Służbę w niej zakończył 28 czerwca 1958 roku, kiedy to został oddany na złom Gławwtorczermetowi.